# Rhossili
Rhossili är en community i Storbritannien.   Den ligger i kommunen Swansea och riksdelen Wales, i den södra delen av landet, 290 km väster om huvudstaden London.
Rhossili ligger längst västerut på Gowerhalvön. 